# Borodino, Djankoi
Borodino (în ucraineană Бородіно) este un sat în comuna Prostorne din raionul Djankoi, Republica Autonomă Crimeea, Ucraina.

## Demografie
Componența lingvistică a localității Borodino
     Rusă (75,69%)
     Tătară crimeeană (23,14%)
     Ucraineană (1,16%)
Conform recensământului din 2001, majoritatea populației localității Borodino era vorbitoare de rusă (75,69%), existând în minoritate și vorbitori de tătară crimeeană (23,14%) și ucraineană (1,16%).